# دانييل لالهليمبواي
دانييل لالهليمبواي (12 سبتمبر 1997 في الهند - ) هو لاعب كرة قدم هندي في مركز الهجوم. شارك مع منتخب الهند تحت 17 سنة لكرة القدم ومنتخب الهند تحت 20 سنة لكرة القدم. أما مع النوادي، فقد لعب مع نادي بنغالورو.

## روابط خارجية
- دانييل لالهليمبواي على موقع قاعدة بيانات كرة القدم.إي يو (الإنجليزية)
- دانييل لالهليمبواي على موقع ناشيونال فوتبول تيمز (الإنجليزية)
- دانييل لالهليمبواي على موقع Soccerway.com (الإنجليزية)